# Saragiolo
Saragiolo è una frazione del comune italiano di Piancastagnaio, nella Provincia di Siena, in Toscana.
Posta all'estremità sud del Monte Amiata, risulta essere la frazione più popolosa del comune; dista circa 5 km dal capoluogo di comune e verso ovest segna il confine fra le provincie di Siena e Grosseto (più precisamente superata località "La Fontanina", situata subito dietro il Ponte Lungo sul Fosso Cadone).
La frazione separa la Valle del Fiora e la Val di Paglia e si trova sull'incrocio della Strada Provinciale 18/b del Monte Amiata e la Strada Provinciale 66 Abetina; tramite quest'ultima strada è possibile raggiungere l'ex Miniera del Siele e l'ex Miniera Abetina (o delle Solforate). Essendo il nucleo abitato più vicino ad esse, è grazie a loro che ha ricevuto un particolare sviluppo demografico ed urbanistico rispetto ad altri centri della zona.

## Storia
La parrocchia del paese risale al 21 agosto 1946, ma la frazione ricevette il suo importante sviluppo precendemente accennato soltanto qualche anno dopo; trovandosi nei pressi delle miniere mercurifere del Monte Amiata, ha raggiunto una popolazione di circa 1000 abitanti negli anni '60 del XX secolo, ma in seguito alla crisi mercurifera del decennio successivo e alla chiusura degli impianti minerari la popolazione è gradualmente diminuita. Il 27 gennaio 1973 a Saragiolo venne costituito dai sindacati confederali il Comitato Interprovinciale Federativo del Monte Amiata: nell'atto costitutivo dell'ente fu respinto il giudizio di crisi irreversibile del settore mercurifero con scarsi risultati finali.

## Monumenti e luoghi d'interesse

### Architetture religiose

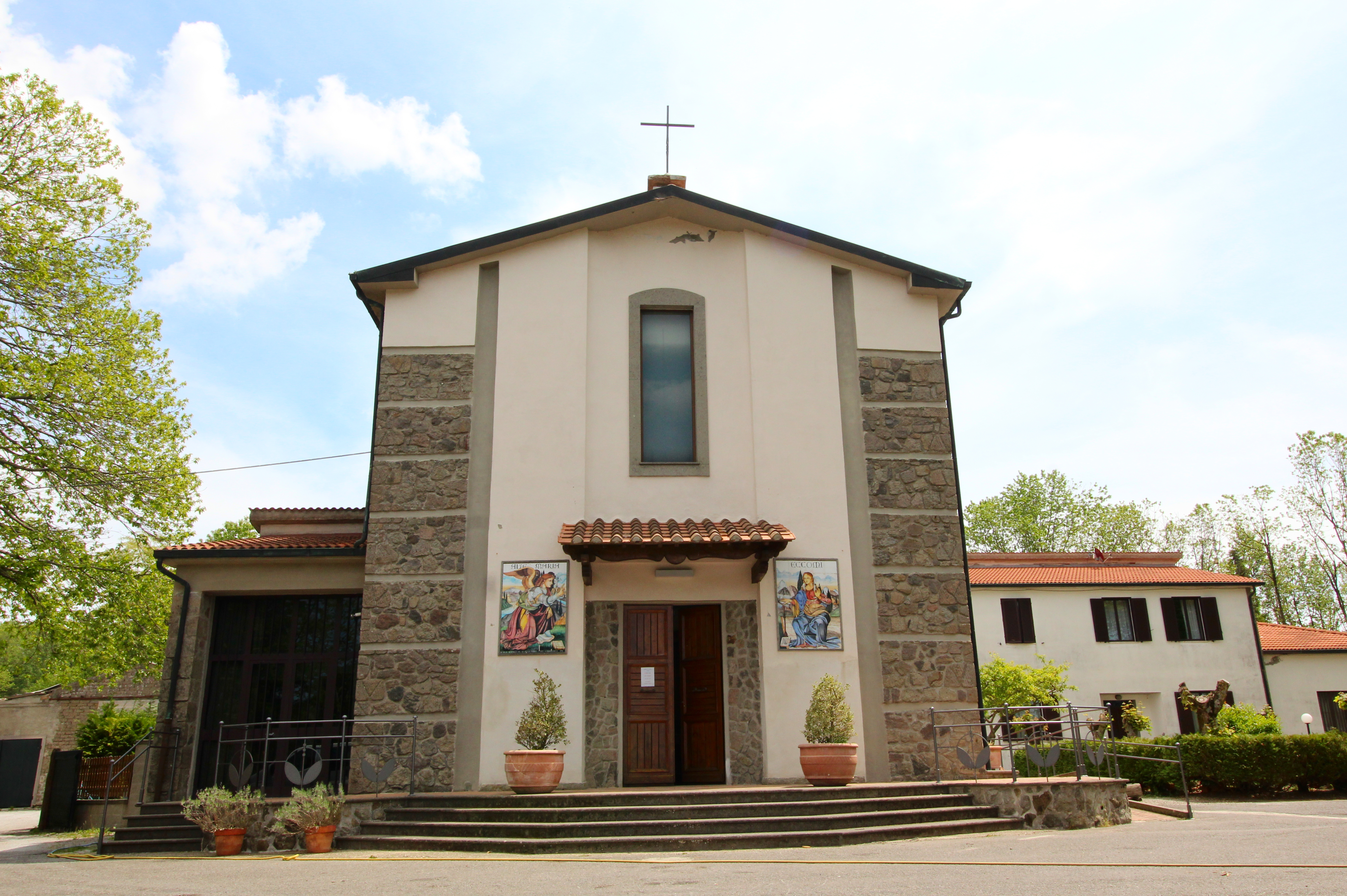
Esterno della chiesa

- Chiesa di Santa Maria delle Grazie a Saragiolo